# Certhia discolor
Il rampichino del Sikkim o rampichino golabruna (Certhia discolor Blyth, 1845) è un uccello passeriforme della famiglia Certhiidae.

## Etimologia
Il nome scientifico della specie, discolor, deriva dal latino e significa "di vari colori", in riferimento alla livrea: il nome comune di questi uccelli è invece un chiaro riferimento al loro areale.

## Descrizione

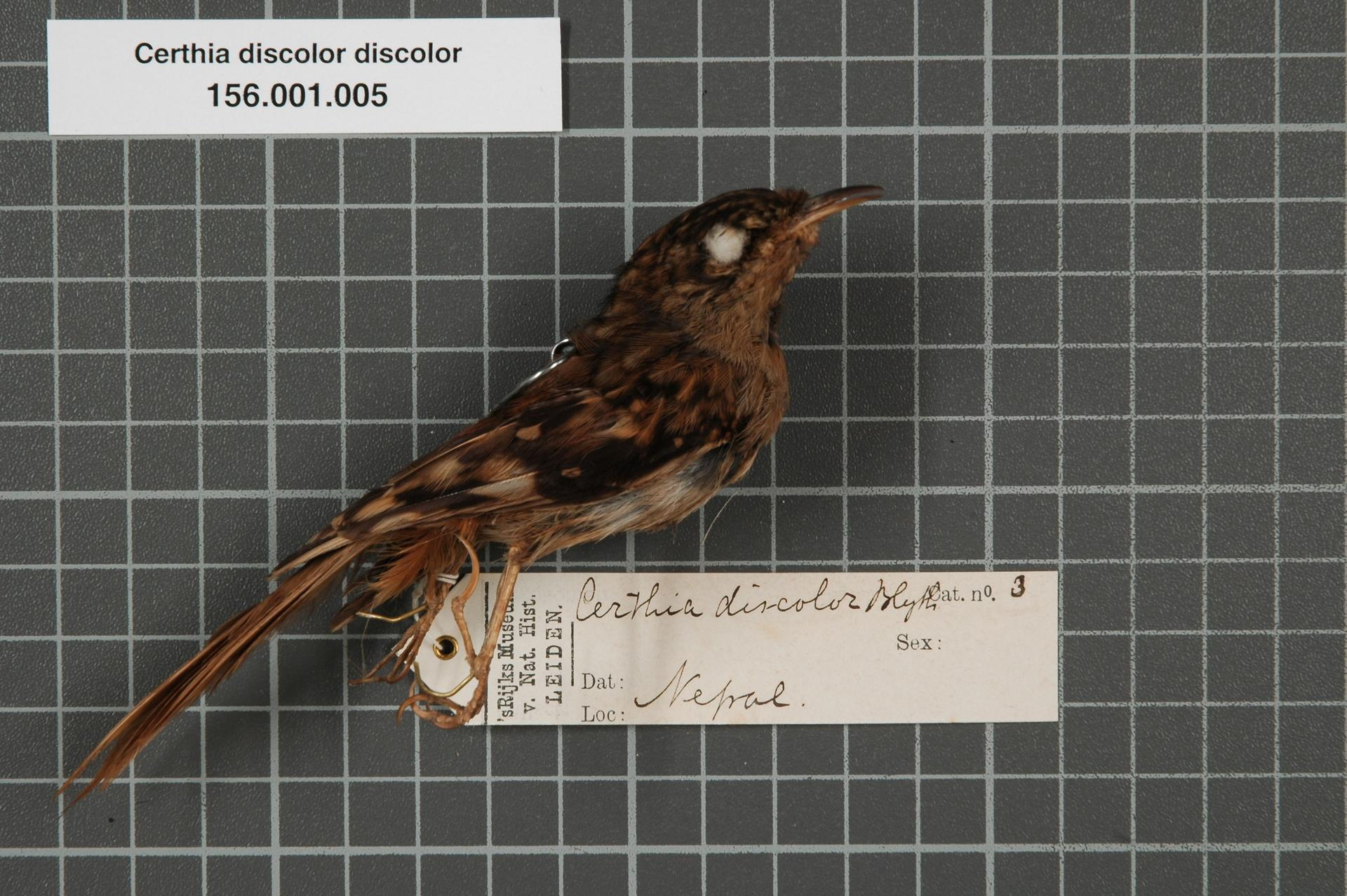
Veduta laterale di esemplare impagliato.

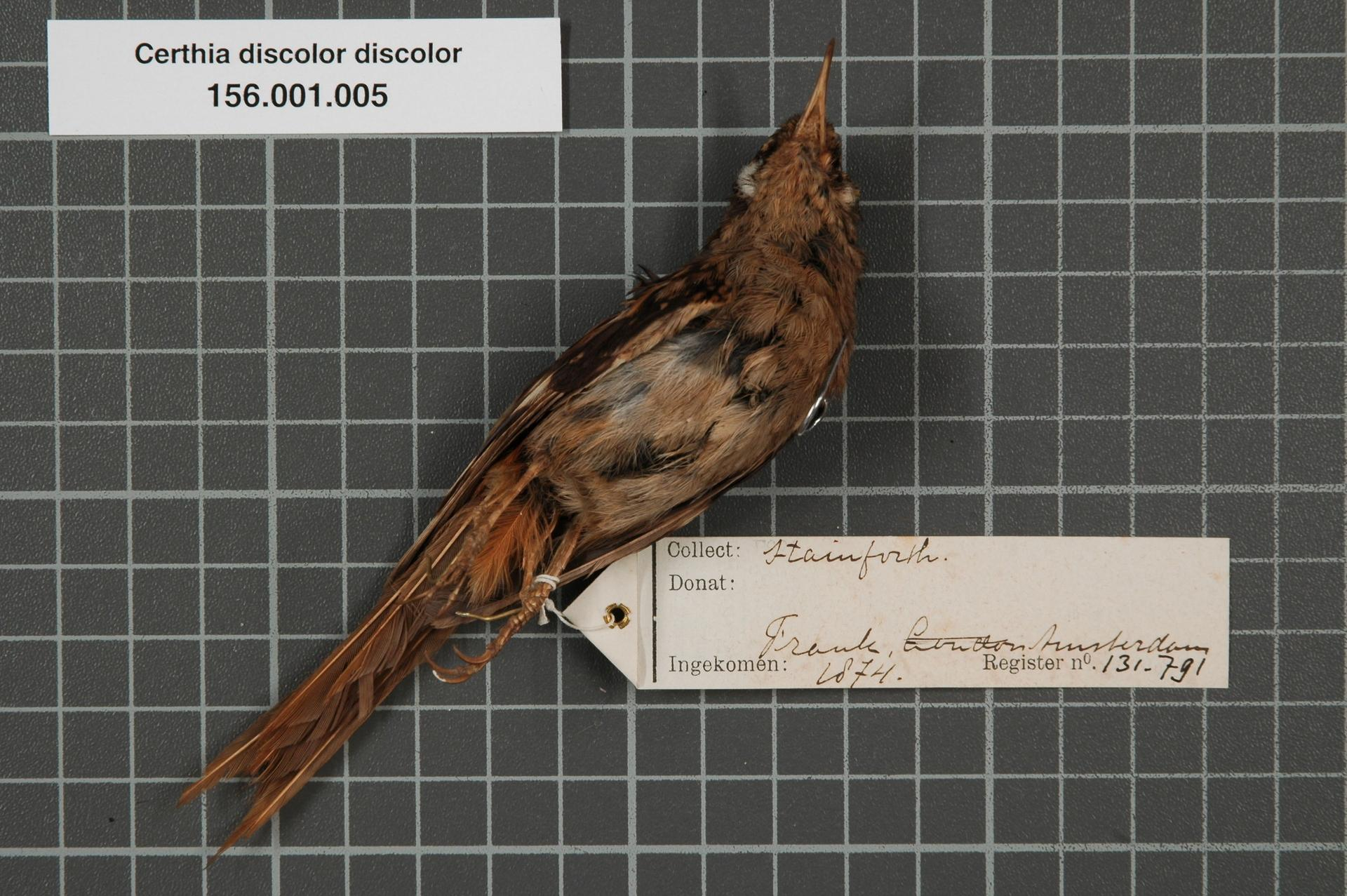
Veduta ventrale di esemplare impagliato.

### Dimensioni
Misura 14 cm di lunghezza, per 8-12,5 g di peso.

### Aspetto
Si tratta di uccelletti dall'aspetto paffuto e arrotondato, muniti di grossa testa piriforme (arrotondata sulla nuca e allungata nel senso del becco) che sembra incassata direttamente nel torso, becco piuttosto lungo e sottile incurvato verso il basso, ali appuntite, coda squadrata piuttosto lunga e dalle penne rigide e forti zampe dalle lunghe dita artigliate.
Il piumaggio è di color caffè su fronte, vertice, dorso e ali, con le singole penne munite di parte centrale più chiara e tendente al beige, a dare all'area un effetto screziato: le remiganti presentano un'ampia banda trasversale più chiara, tendente al bruno-arancio. Dai lati del becco parte una banda di color bruno scuro che raggiunge l'occhio, formando una mascherina facciale, e continua fino al bruno della nuca, definendo un sopracciglio e un mustacchio di color bruno chiaro: la gola ed il petto sono di color grigio topo, mentre i fianchi e il ventre sono biancastri. Groppa, codione e coda, infine, sono di color bruno-arancio.
Gli occhi sono di color bruno scuro, le zampe sono di color carnicino-violaceo scuro e il becco è nerastro superiormente e grigio-bruno inferiormente.

## Biologia
Si tratta di uccelletti dalle abitudini di vita essenzialmente diurne, che vivono da soli ma durante il periodo degli amori sono osservabili in coppie o in gruppetti familiari, costituiti da una coppia riproduttrice e dai giovani in procinto di rendersi indipendenti. La maggior parte della giornata di questi uccelli viene spesa alla ricerca di cibo nella maniera tipica dei rampichini, scalando elicoidalmente i tronchi degli alberi e sondando le spaccature e i buchi nella corteccia alla ricerca di potenziali prede.
Il richiamo di questi uccelli è rappresentato da una rapidissima sequenza di tre corte note liquide, che suona come chi-chi-chi, ripetuto più volte.

### Alimentazione
Insettivoro, il rampichino del Sikkim si nutre di qualsiasi piccolo invertebrato (principalmente insetti e ragni) riesca a reperire nelle crepe della corteccia o sotto di essa.

### Riproduzione
Il rampichino del Sikkim può essere osservato in coppie fra marzo e maggio, il che farebbe pensare che la stagione riproduttiva di questi uccelli cade durante questi mesi: non esistono altre informazioni al riguardo per ora, tuttavia si ha motivo di credere che l'evento riproduttivo di questi uccelli non differisca in maniera significativa, per modalità e tempistica, da quanto osservabile nelle altre specie di rampichino.

## Distribuzione e habitat

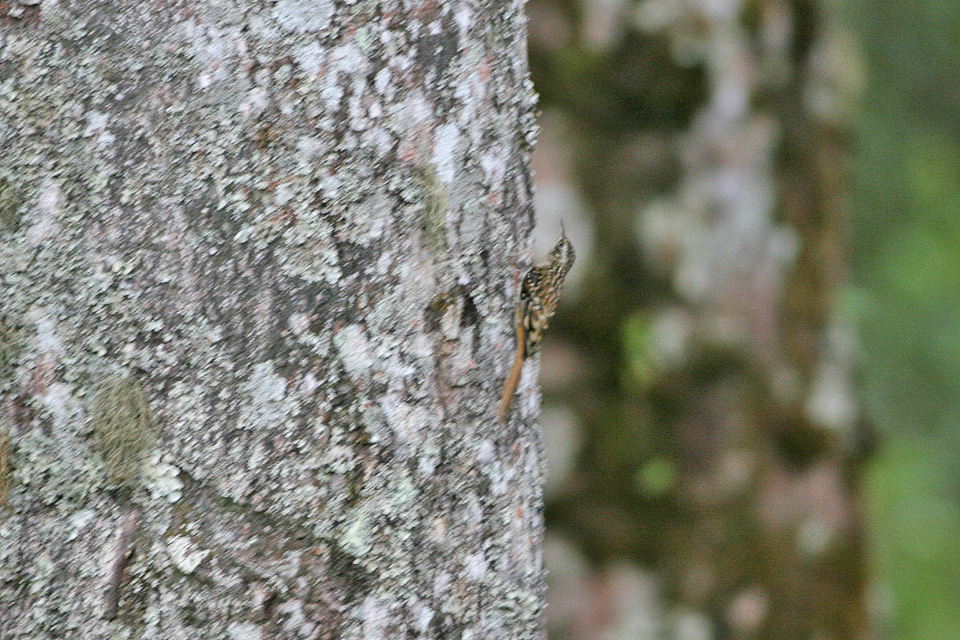
Esemplare nei pressi di Trashigang.

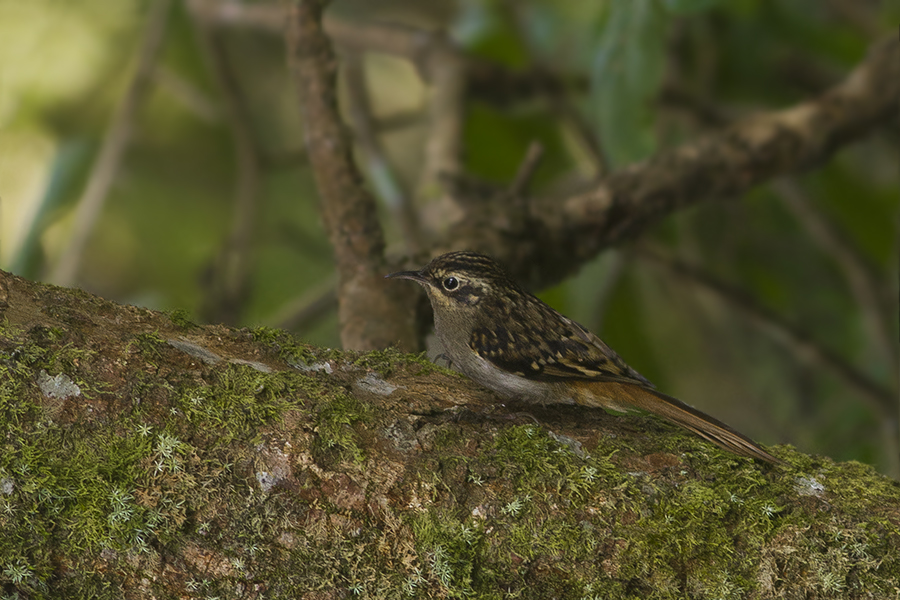
Esemplare nel Sikkim orientale.

A dispetto di quanto il nome comune potrebbe far credere, il rampichino del Sikkim è diffuso in un'ampia fascia pedemontana meridionale dell'Himalaya che comprende appunto il Sikkim ma anche Nepal, Bhutan, Arunachal Pradesh e l'estremo sud del Tibet (valle dello Tsangpo): la specie è presente ma rara anche nell'Uttarakhand orientale.
L'habitat di questi uccelli è rappresentato dalla foresta decidua primaria e ben matura, con preferenza per i querceti con presenza di grossi esemplari anziani ampiamente ricoperti di epifite.

## Tassonomia
In passato il rampichino del Manipur veniva considerato una sottospecie di quello del Sikkim, col nome di Certhia discolor manipurensis: attualmente si ritiene giusto separare le due popolazioni in base alle differenze di colorazione e nelle vocalizzazioni, ma lo status tassonomico di alcune popolazioni del Nagaland e del Manipur (ascritte alla presente specie) rimane ancora incerto.